# Supercoppa italiana di Serie A2 2025
La Supercoppa italiana di Serie A2 2025 si è svolta il 17 maggio 2025: al torneo hanno partecipato due squadre di club italiane e la vittoria finale è andata per la prima volta al Cuneo.

## Regolamento
Le squadre hanno disputato una gara unica.

## Squadre partecipanti
| Squadra           | Qualificazione                                        |
| ----------------- | ----------------------------------------------------- |
| Atlantide Brescia | Vincitrice Coppa Italia di Serie A2 2024-25           |
| Cuneo             | Vincitrice play-off promozione della Serie A2 2024-25 |

## Torneo
| 17 maggio 2025 PalaCastagnaretta, Cuneo Durata: 1h:24 - Spettatori: 2 420 | Cuneo | 3 - 0 | Atlantide Brescia | 25-18, 30-28, 25-18 |